# ギリェルモ・カブレラ＝インファンテ
ギリェルモ・カブレラ・インファンテ（Guillermo Cabrera Infante, 1929年4月22日 - 2005年2月21日）はキューバ出身の小説家、評論家。スペイン語と英語で作品を著した。

## 生涯
キューバのヒバーラに生まれる。両親が、当時は非合法だった共産党活動をしたために逮捕されて生活が困窮し、12歳のときに一家はハバナへ引っ越す。このため思春期から青年時代をハバナですごし、ペトロニウスの『サテュリコン』や、ホメロスの『オデュッセイア』を愛読する。
ハバナ学院の卒業後に作家活動をはじめるが、作品がフルヘンシオ・バティスタ政権の検閲にかかり、投獄される。それ以降は反政府活動に協力しつつ、ペンネームを使って執筆を行なう。キューバ革命後は、Revolución 紙の文芸付録である Lunes de Revolución の編集委員等をつとめ、1950年代のキューバを舞台とした短篇集『平和のときも戦いのときも』を発表。しかし、ルイス・ブニュエルの映画製作が不許可となり、弟とオルランド・ヒメネスが製作したドキュメンタリー『P・M・』が上映禁止になるなどの事件をきっかけに、革命政府の政策に反対するようになる。
Lunes de Revolución が廃刊処分となったのち、ブリュッセル駐在中に家族をヨーロッパへ呼んでロンドンへ移住し、作家活動を続ける。ブリュッセル時代に発表した小説『トラのトリオのトラウマトロジー』は、スペインのビブリオテーカ・ブレーベ賞を受賞した。1997年には、スペイン語圏で最高の文学賞ともいわれるセルバンテス賞を受賞。

## 作品
語呂合わせや駄洒落など言葉遊びへの関心と、博覧強記を特徴とする。作品の題名や文中に言葉遊びを大量に盛りこみ、『トラのトリオのトラウマトロジー』では言語実験や口語表現を取り入れた。『亡き王子のためのハバーナ』の原題には、著者の名である Infante が含まれてもいる。 Exorcismos de esti(l)o（未訳）は、レーモン・ルーセルへのオマージュとして書かれた。また作品を英訳する際は著者自身が参加したため、英語の言葉遊びが加筆されて内容が変わることもあった。
キューバの人々や歴史を小説の題材とし、『平和のときも戦いのときも』では革命戦争時の逸話を写実的に描いた。ロンドンへ移住したのちもキューバについて書き続け、自身のハバナ生活は、自伝的小説『亡き王子のためのハバーナ』として結実する。題名がラヴェルの『亡き王女のためのパヴァーヌ』にもとづいたこの作品は、奔放とも形容できる女性遍歴と、著者にとって失われたものである活気あるハバナを描いている。
映画好きの母親の影響で、幼少期から多数の映画をみて育ち、早くからG・カインというペンネームで映画評論を執筆。革命前から書いていた映画時評は当時から話題を呼び、単行本 Un oficio del siglo XX としてまとめられた。のちには Arcadia todas las noches というアメリカ映画論も著し、オーソン・ウェルズ、アルフレッド・ヒッチコック、ハワード・ホークス、ジョン・ヒューストン、ヴィンセント・ミネリの5人を論じている。のちには『バニシング・ポイント』などの脚本で映画製作にもかかわり、第47回カンヌ国際映画祭では審査員をつとめた。
葉巻の愛好家でもあり、煙草の文化と歴史、煙草が登場する文芸や映画を集めたエッセイ集『煙に巻かれて』も著した。『煙に巻かれて』は先に英語で書かれ、ベン・ジョンソン、ベケット、マラルメ、フラン・オブライエン、トルストイ、チャンドラー、ジョセフ・ハーゲスハイマーなど古今の文芸作品が引用されている。

## 邦訳作品
- 『平和のときも戦いのときも』 吉田秀太郎訳、国書刊行会〈ラテンアメリカ文学叢書〉1977年8月
- 『亡き王子のためのハバーナ』 木村栄一訳、集英社〈ラテンアメリカの文学〉1983年12月
- 『煙に巻かれて』 若島正訳、青土社、2006年5月
- 『TTT トラのトリオのトラウマトロジー』 寺尾隆吉訳、現代企画室〈セルバンテス賞コレクション〉2014年3月
- 『気まぐれニンフ』山辺弦 訳 水声社〈フィクションのエル・ドラード〉2019年12月

## 主な著作
- Así en la paz como en la guerra (1960) 日本語訳『平和のときも戦いのときも』 吉田秀太郎訳、国書刊行会、ラテンアメリカ文学叢書 1977年。
- Un oficio del siglo XX (1963) - 映画評論集
- Tres Tristes Tigres (1967) 日本語訳『トラのトリオのトラウマトロジー』 寺尾隆吉訳、現代企画室、セルバンテス賞コレクション、2014年。
- Vista del amanecer en el trópico (1974) - 小説
- O (1975) - エッセイ集
- Exorcismos de esti(l)o (1976)
- Arcadia todas las noches (1978) - 映画評論集
- La Habana para un Infante Difunto (1979) 日本語訳『亡き王子のためのハバーナ』 木村栄一訳、集英社、ラテンアメリカの文学、1983年。
- Holy Smoke (1985) 日本語訳『煙に巻かれて』 若島正訳、青土社、2006年。
- Mea Cuba (1992) - エッセイ集
- Delito por bailar el chachachá (1995) - 小説
- Mi música extremada (1996)
- Ella cantaba boleros (1996)
- Cine o sardina (1997) - 映画評論集
- Vidas para leerlas (1998)
- Todo está hecho con espejos (1999) - 小説
- La ninfa inconstante (2008)

### 映画脚本
- Wonderwall (1968).
- Vanishing Point (1971). 日本語題『バニシング・ポイント』

ほか